# Башенев, Валерий Алексеевич
Валерий Алексеевич Башенев (22 февраля 1942, Карпинск, Свердловская область — 1 февраля 2024) — советский и российский баянист, музыкальный педагог. Заслуженный деятель искусств Башкирской АССР (1987). Виртуоз.

## Биография
В 1963 г. окончил Челябинское музыкальное училище (класс баяна, дирижирования Петров К. С., Анохин П. М.).
1963—1970 гг. — Московский государственный музыкально-педагогический институт им. Гнесиных (класс баяна Беляков В. Ф., дирижирования Тевс Б. П.).
1964—1967 гг. — служба в рядах Советской армии, дирижёр оркестра баянистов Дворца культуры им. 20-летия ВЛКСМ г. Красноярск-26.
1971—1973 гг. ассистентура-стажировака Московский государственный музыкально-педагогический институт им. Гнесиных (класс баяна научн. рук. Колобков С. М., Беляков В. Ф., методика — Егоров Б. М.).
С 1970 по 2003 гг. работал в Уфимском государственном институте искусств: профессор, декан, проректор по учебной и научной работе, руководитель ансамблей УГИИ.
2003—2013 гг. — заведующий кафедрой музыкальных инструментов и теории музыки, дирижёр оркестра баянистов, руководитель ансамблей Башкирского государственного педагогического университета им. М. Акмуллы, с 2013 г. профессор, руководитель ансамблей кафедры музыкальных инструментов и музыкально-компьютерных технологий БГПУ им. М. Акмуллы.
Подготовил более 150 высококвалифицированных специалистов в сфере музыкального искусства и образования. Среди них профессора, заслуженные деятели искусств, артисты, работники культуры, учителя Российской Федерации, Республик Башкортостан и Татарстан, победители международных, всероссийских и республиканских конкурсов (оркестры, ансамбли, солисты).
Участник крупных музыкально-просветительских мероприятий в России и за рубежом: XII Всемирный фестиваль молодежи и студентов в г. Москва (1985), Дней культуры и искусства Башкирской АССР в ГДР (1986), Казани (1989), Молодое искусство страны Советов на ВДНХ СССР (1989), Всесоюзном фестивале народной музыки в Уфе (1994), Международных Аксаковских Дней в Уфе (1985—2003). Проявил особую активность в пропаганде отечественной, национальной и народной музыки, выступая (дано более 3500 концертов) в составе концертных бригад Башкирской государственной филармонии, Союза композиторов Башкирской АССР, Уфимского государственного института искусств, Башкирского государственного театра оперы и балета.
Является автором инструментовок, записанных в Фонд ВГТРК. Подготовил к первому изданию более 70 произведений башкирской оркестровой, инструментальной композиторской и народной музыки и другие учебно-методические издания для начального, среднего и высшего музыкального образования.
Скончался 1 февраля 2024 года.

## Награды и звания
- Орден Дружбы (2013)[4]
- Медаль «Ветеран труда» (1989)
- Юбилейная медаль «Двадцать лет Победы в Великой Отечественной войне 1941—1945 гг.» (1965)
- Почётный Знак ЦК ВЛКСМ и Советского подготовительного комитета « За активное участие в подготовке и проведении XII Всемирного фестиваля молодежи и студентов в г. Москве» (1985)
- Почётное звание «Заслуженный деятель искусств Башкирской АССР» (1987)
- Дипломант Всероссийских конкурса в Туле (1986), в Кургане (2002), лауреат Международного конкурса в Новосибирске (2001), Всероссийских конкурсов в Оренбурге (2002), Саратове (2005), Международного конкурса в Уфе (2015)[5].

## Общественная деятельность
Член Коллегии Министерства культуры Башкирской АССР (1986—1989); член тарификационной комиссии Министерства культуры Башкирской АССР (1981—1989); член правления Башкирского отделения фонда культуры РСФСР (1981—1989); зам. председателя правления Башкирского отделения Музыкального общества РСФСР (1986—1990); член правления Общественной организации Музыкальное общество Республики Башкортостан (с 1992 г.).
В 1980—2013 гг. — член жюри международных, всесоюзных и республиканских конкурсов.

## Публикации о баянисте
- О работе кафедры музыкальных инструментов и теории музыки. Аудитория стала сценой // Аудитория. — 2008. — № 1—2 — январь. — С. 4.
- Люди года: Башенев Валерий Алексеевич // Аудитория. — 2010. — № 19—20 — декабрь. — С. 2.
- Валерий Башенев — педагог и музыкант // Аудитория. — 2012. — № 29—30 — май. — С. 2.
- Рахимов Р., Сагадеева Р. Валерию Алексеевичу Башеневу — 70! // Народник. — 2012. — № 4 (80). — С. 61—65.
- Платонова С. Валерий Башенев — музыкант, педагог, человек // Современные тенденции развития науки и технологий. Материалы XIII Международной научно-практической конференции. — Белгород, 2016. — № 4—5. — С. 141—143.
- Сагадеева Р. Заслуженная награда. О В. А. Башеневе // Бельские просторы. — 2014. — № 10 (191). — C. 148—153.Фото.
- Валерий Башенев. Творческий портрет. К 70-летию со дня рождения / Составители: Р. Г. Рахимов, Р. Г. Сагадеева, И. Р. Левина. — Уфа : Изд-во БГПУ, 2012. — 100 с. — ISBN 978-5-87978-807-5[1][7].
- Башенев Валерий Алексеевич //WHO IS WHO В РОССИИ: Библиографическая энциклопедия успешных людей в России. — Schweiz: Verlag Fur Personenzyklopadien AG, 2011. — С.218-219. — выпуск 5. — Фото. ISBN 978-3-7290-0101-5.
- Башенев Валерий Алексеевич. В кн: Вехи становления и развития Уфимской государственной академии искусств имени Загира Исмагилова: Информационно-справочный сборник // отв. редактор-составитель Н. Ф. Гарипова. — Уфа: РИС УГАИ им. З. Исмагилова, 2008. — С.83- 90. — Фото. ISBN 978-5-98755-059-5
- Башенёв Валерий Алексеевич // Замечательные люди Башкортостана / Башкирская энциклопедия
- Карпинский краеведческий музей // Выдающиеся люди. Они родились в Карпинске / Башенёв Валерий Алексеевич